# Bareli

Bareli ou  Bareilly é uma cidade do estado de Uttar Pradesh, na Índia. Localiza-se nas margens do rio Ramganga. Tem cerca de 773 mil habitantes. Foi fundada em 1657.